# Candé-sur-Beuvron
Candé-sur-Beuvron – miejscowość i gmina we Francji, w Regionie Centralnym, w departamencie Loir-et-Cher.
Według danych na rok 1990 gminę zamieszkiwały 1134 osoby, a gęstość zaludnienia wynosiła 73 osoby/km² (wśród 1842 gmin Regionu Centralnego Candé-sur-Beuvron plasuje się na 345. miejscu pod względem liczby ludności, natomiast pod względem powierzchni na miejscu 860.).

## Współpraca
Miejscowość partnerska:
- Olne, Belgia